# هيجة الكلبة (القفر)

تعديل مصدري - تعديل

هيجة الكلبة محلة تابعة لقرية معينة، التابعة لعزلة بني مهدى بمديرية القفر إحدى مديريات محافظة إب في الجمهورية اليمنية، بلغ تعداد سكانها 46 حسب تعداد اليمن لعام 2004.